# 단식

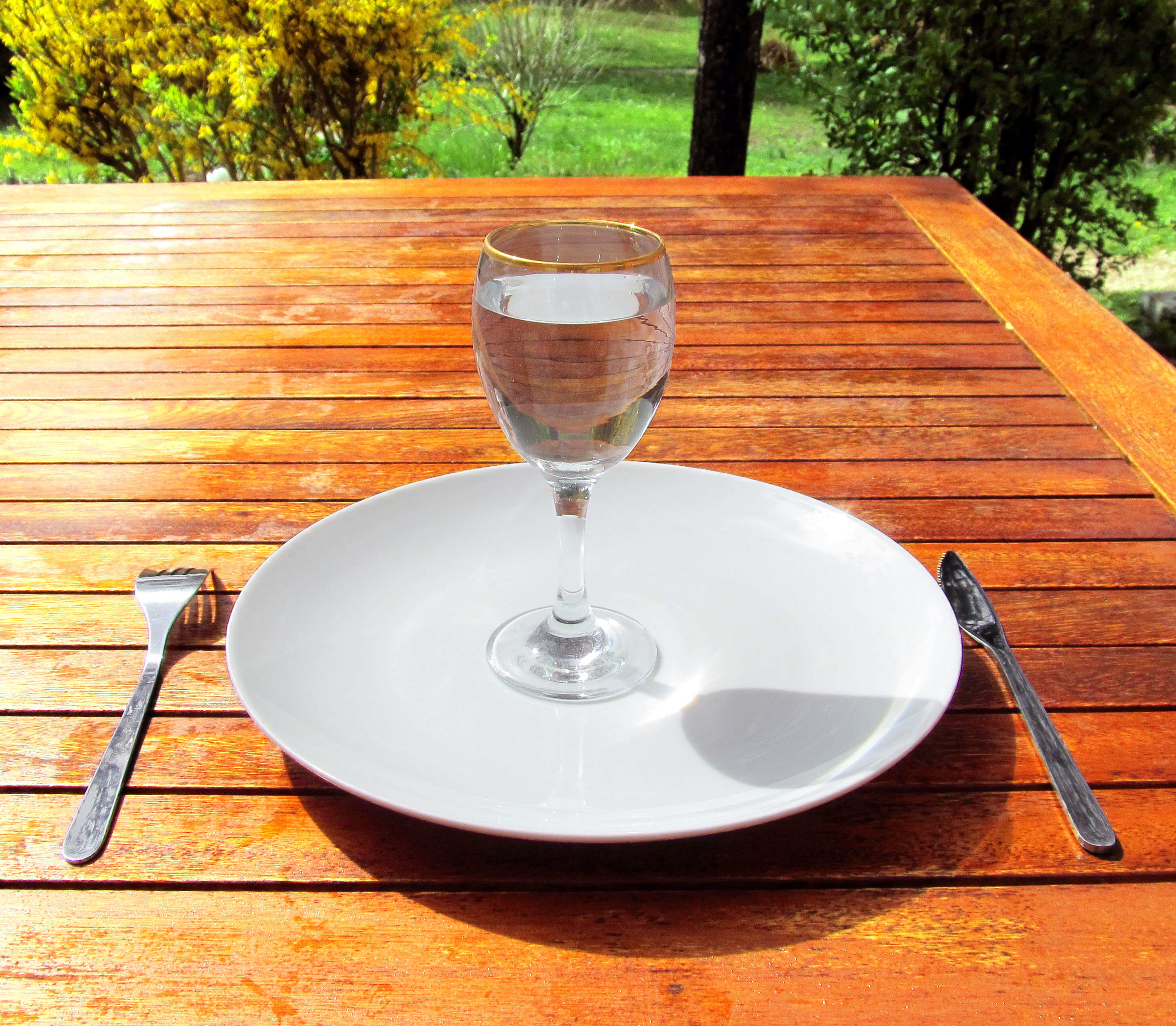

단식(斷食)은 특정 목적으로 일정 기간 동안 음식과 음료의 섭취를 자발적으로 끊는 행위를 말한다. 최저의 생명 유지를 위해 물을 마시는 경우도 있다. 식량을 섭취하지 않는 것을 절식(絶食)이라고도 말하며, 일정 기간 (보통 48~72 시간(2~3일)) 동안 절식하면 몸은 식량의 공급이 정지했다고 판단하여 몸 안에 축적하고 있던 영양을 소비하게 된다. 몸 안에 축적한 영양이 계속 쓰이는 동안에는 식사를 하지 않아도 생명을 유지할 수 있다.

## 단식의 물리적 효과
음식을 섭취하지 않으면 사람의 몸은 에너지를 취득하는 방법을 찾게 된다. 글리코겐이나 지방에 축적할 수 있었던 지방산, 또 단백질의 조직으로부터 포도당을 꺼낸다.
몸이나 뇌, 신경 조직은 신진대사를 위해서 포도당이 필요하다. 먼저 하루 이틀 단식하면, 근육으로부터 글루코스가 만들어진다. 한 층 더 단식을 계속하면 대사가 바뀌어 지방으로부터 지방산을 만들어 그것이 에너지원이 된다. 근육이나 심장, 간장은 지방산을 직접 에너지원으로 쓸 수 있다. 이것으로 근육의 감소 속도가 떨어진다. 그러나 뇌는 지방산을 영양으로 쓸 수 없기 때문에, 단식한지 사흘 정도 지나면 간장에 대해 지방산 등을 분해해 케톤(아세톤 외)이 생성된다. 그에 따라 뇌나 그 밖의 장기는 글루코스는 아니고 케톤을 주 에너지원으로 쓴다.
지방이나 단백질을 모두 분해하면 죽음에 이른다. 운동 상태나 외적 상태에도 크게 변화하지만, 최적의 온도로 안정을 취하며 수분을 적절히 섭취했을 경우 굶어 죽으려면 1개월 이상이 걸린다.

### 단식의 문제
- 에너지의 공급을 끊으면 에너지 부족을 신체가 판단하여 신체의 조직이 파괴된다. 지방뿐 아니라 근육, 뼈, 털 등도 그 대상이 된다. 다만 짧은 기간의 단식 또는 방법론적인 단식은 해독 효과를 가져오는 경우가 있다.
- 단식을 함으로써 에너지가 부족해지면 신체가 에너지를 모아 두려고 한다.

## 의료 수단의 단식
단식 자체가 치료 행위인 경우로 치료를 위해서 식사를 실시할 수 없는 경우와 식이요법(다이어트)의 일종으로 실시하는 경우가 있다.
그 밖에 마취약을 필요로 하는 외과 수술의 준비로 절식을 실시한다. 마취하는 동안 몸 안의 음식 때문에 문제가 생기는 경우가 있기 때문에 수술하기 몇 시간 전 (대개 밤 12시)부터 환자는 먹고 마시지 않는 것을 강하게 권유 받는다. 또, 건강 진단할 때 식사에 따라 지표가 바뀌지 않게 하려고 절식하는 경우도 있다.

## 종교적 단식
종교 행위 등의 정신적인 이유로 단식을 취할 수 있다. 종교적인 단식, 정신적인 이유의 단식은 기원전으로 거슬로 올라가면 인간의 습관으로 존재한다. 신약 성서, 구약 성서 등에도 언급되고 있다.
이슬람교의 라마단 달에 있어서 단식이 특히 잘 알려져 있다. 또, 유대교, 기독교에도 정기적인 단식이 있다. 불교는 번뇌를 극복하기 위해 단식을 한다.
종교적 탐구의 수법의 하나로 행해지는 경우가 있다. 며칠 단식을 하면 의식이 맑아지고 오감이 민감하게 되는 등 각성 효과가 있다. 이는 단식을 함으로써 아드레날린이 분배되기 때문이다.
단, 이슬람교를 믿는 자라도 전쟁 중에 있는 군인, 여행자(특히 장거리 여행자나 항공 여행자), 운동선수, 어린이, 노약자, 건강이 나쁜 사람, 임신 중인 여자, 월경 중인 여자, 수유 중인 여자는 금식이 완화되고, 중환자들은 금식을 면제받는다.

### 가톨릭 교회
한국 천주교회에서는 가톨릭 교회의 교회법 1250-1253조를 참조하여 금식재와 금육재에 관한 규정을 정했다. 한국 천주교 사목 지침서에 의하면 "인류 구원을 위한 그리스도의 수난에 동참하고, 자신과 이웃들의 각종 죄악을 보속하는 정신으로 금식재와 금육재를 지켜야 한다.
매주 금요일에는 금육재를 지키고, 재의 수요일과 성금요일에는 금식재와 금육재를 함께 지켜야 한다.
금식재와 금육재를 지킴으로 절약된 몫은 자선 사업에 사용하도록 한다.
금식재는 만 18세부터 만 60세 전날까지 지켜야 한다.

## 정치적 단식
- 당시 한나라당 대표였던 최병렬은 2003년 11월 26일부터 12월 5일, 총 열흘간 단식을 벌였다. 노무현 대통령에 측근비리에 대해 특검법을 하자고 주장했으나, 부분적으로만 허용하고 특검 부분은 거부하자, 국회에서 통과한 내용인데 거부권을 행사했다고 단식 투쟁을 벌였다. 도중에 곰국이나 죽을 먹었다는 보도도 있었지만 쌀뜨물이었던 것으로 밝혀졌다.
- 지율 스님은 2003년 3월부터 천성산에 KTX 터널 (금정터널) 공사에 반대하여 단식 투쟁을 벌였다. 단식은 3년동안 5차례에 걸쳐 200일 (약 7개월)을 넘었다. 하지만, 결국 천성산의 터널 공사는 착공되었다. 이 단식은 터널 건설로 인해 습지가 육지로 변화하는 현상을 막기 위해 도롱뇽을 상징적으로 내세워 정부와 맞서며 이루어졌다. 현재 육지화 현상은 진행 중이며 환경부는 기후변화 때문이라고 이유를 설명하고 있다.
- 인도의 모한다스 간디는 인도의 독립을 위하여, 또 파키스탄의 분리를 반대하여 일생 동안 약 5개월 (145일) 간 단식을 하였다. 이 기간 중에는 옥중 단식도 포함되어 있었다.
- 한국의 세월호 단식은 박근혜 대통령이 약속한 바 있는 세월호 특별법 제정을 위해 유가족들이 진행한 단식을 말한다.

## 용어 정리
표준국어대사전에 등재되어 있는 용어를 기준으로 하여 먹고 마시는 행위에 관련된 말을 정리하면 다음과 같다.
- 단식(斷食) : 먹고 마시는 행위를 일체 금한다.[6] 그러나 실제 단식원 등에서는 물과 소금 정도는 허용하고 있다.
- 금식(禁食) : 치료나 종교적 목적 등으로 음식을 섭취를 금함. 종교적 목적인 경우에 물과 소금은 허용하고 있다.
- 절식(絕食) : 단식(斷食)과 동일하다.
- 절식(節食) : 음식을 절제하여 먹거나 간소하게 먹음
- 대식(大食) : 음식을 많이 먹음. 음식의 양과 관련있다. 유의어로는 다식(多食)이 있다.
- 소식(小食) : 음식을 적게 먹음.
- 포식(飽食) : 포만감을 느낄 정도로 배부르게 먹음
- 폭식(暴食) : 음식을 한꺼번에 지나치게 많이 먹음.
- 과식(過食) : 지나치게 많이 먹음
- 육식(肉食) : 음식으로 고기를 먹음
- 채식(菜食) : 고기류를 피하고 주로 채소, 과일, 해초 따위의 식물성 음식만 먹음.
- 잡식(雜食) : 여러 가지 음식을 가리지 않고 먹음. 채식도하고 육식도 함.

## 같이 보기
- (en:Intermittent fasting, IF)
- 단식투쟁
- 금욕주의
- 칼로리 제한
- 단식 파업
- 채식주의
  - 채식주의와 종교
  - 인도의 채식주의
    - 베지테리언 마크(영어판)
- 배고픔
- 목마름
- 굶주림
- 대체 암 치료법